# Linnaemya multisetosa
Linnaemya multisetosa är en tvåvingeart som först beskrevs av Villeneuve 1936.  Linnaemya multisetosa ingår i släktet Linnaemya och familjen parasitflugor. Inga underarter finns listade i Catalogue of Life.